# Euxoa fusimacula
Euxoa fusimacula är en fjärilsart som beskrevs av Smith 1891. Euxoa fusimacula ingår i släktet Euxoa och familjen nattflyn. Inga underarter finns listade i Catalogue of Life.